# Liste der Biografien/Hap
Liste der Biografien |
Portal Biografien |
Personensuche
# |
A |
B |
C |
D |
E |
F |
G |
H |
I |
J |
K |
L |
M |
N |
O |
P |
Q |
R |
S |
T |
U |
V |
W |
X |
Y |
Z |
?
 
Ha |
Hd |
He |
Hi |
Hj |
Hk |
Hl |
Hm |
Hn |
Ho |
Hr |
Hs |
Ht |
Hu |
Hv |
Hw |
Hy
 
Haa |
Hab |
Hac |
Had |
Hae–Haf |
Hag |
Hah |
Hai |
Haj |
Hak |
Hal |
Ham |
Han |
Hao |
Hap |
Haq |
Har |
Has |
Hat |
Hau |
Hav |
Haw |
Hax |
Hay |
Haz
Die Liste der Biografien führt alle Personen auf, die in der deutschsprachigen Wikipedia einen Artikel haben. Dieses ist eine Teilliste mit 98 Einträgen von Personen, deren Namen mit den Buchstaben „Hap“ beginnt.

## Hap

### Hapa
- Hapal, Pavel (* 1969), tschechischer Fußballspieler und -trainerPavel Hapal (* 1969)

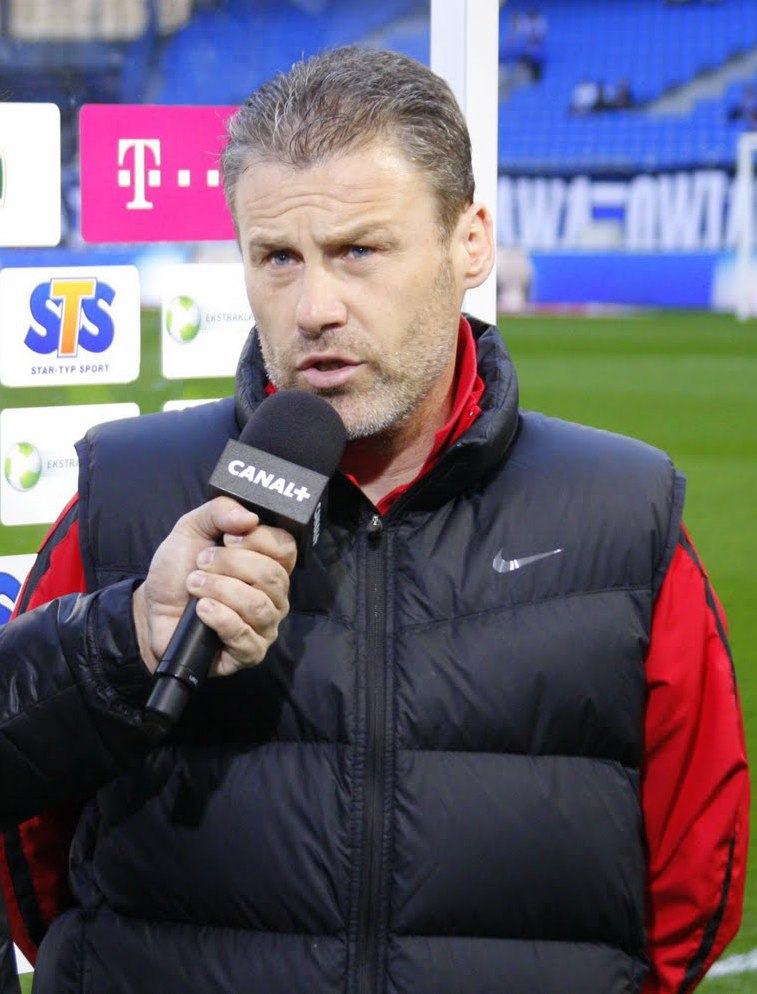
Pavel Hapal (* 1969)

- Hapaska, Siobhán (* 1963), irische Installationskünstlerin und Bildhauerin

### Hapc
- Hapciuc, Gheorghe (1910–1972), rumänischer Radrennfahrer

### Hape
- Hapel, Dieter (* 1951), deutscher Politiker (CDU)
- Hapers, Joeri (* 1990), belgischer Squashspieler
- Hapeyeva, Volha (* 1982), belarussische Schriftstellerin, Dichterin, Übersetzerin und Linguistin

### Hapg
- Hapgood, Charles (1904–1982), US-amerikanischer Wissenschaftler
- Hapgood, Eddie (1908–1973), englischer Fußballspieler und -trainer

### Hapi
- Hapiaa, antiker griechischer Toreut
- Hapig, Marianne (1894–1973), deutsche Sozialarbeiterin und im Widerstand gegen den Nationalsozialismus aktiv

### Hapk
- Hapka, Petr (1944–2014), tschechischer Musiker und Komponist
- Hapke, Erwin (1937–2016), deutscher Biologe und Künstler
- Hapke, Günter (1931–2021), deutscher Schlagersänger
- Hapke, Heinz († 2022), deutscher Hockeyspieler
- Hapke, Karl (1876–1955), deutscher Maler und Zeichner
- Hapke, Konrad (* 1938), deutscher Badmintonspieler
- Häpke, Ludwig (1835–1922), deutscher Lehrer und Naturwissenschaftler
- Häpke, Natalie (1871–1923), deutsche Klassische Philologin
- Häpke, Rudolf (1884–1930), deutscher Historiker
- Hapke, Thorsten (* 1962), deutscher Hörfunk- und Fernsehjournalist
- Hapke-Lenz, Silvia (* 1968), deutsche Politikerin (FDP)
- Hapkemeyer, Andreas (* 1955), deutsch-italienischer Germanist

### Hapo
- Haponowa, Hanna (* 1985), ukrainische Tischtennisspielerin
- Haponski, Maura (* 1957), US-amerikanische Rennrodlerin

### Happ
- Happ, Dieter (1940–2018), deutscher Politiker (SPD), Bürgermeister von Rösrath (1989–2008)
- Happ, Dieter (* 1970), österreichischer Snowboarder
- Happ, Gerhard (* 1939), deutscher Fußballtrainer
- Happ, Hans (1899–1992), deutscher Kunstmaler
- Happ, Heinz (1931–2014), deutscher Altphilologe
- Happ, Helga (* 1951), österreichische Sachverständige für Reptilien und Gifttiere
- Happ, Josef (1938–2021), deutscher Politiker (CDU), MdL Rheinland-Pfalz
- Happ, Sigrid (* 1953), deutsche Judoka
- Happ, Wilhelm (1886–1958), deutscher Verwaltungsbeamter, Präsident des Siedlungsverbandes Ruhrkohlenbezirk
- Happach, Anna (1892–1963), deutsche Stillleben-, Landschafts- und Porträtmalerin sowie Textilkünstlerin
- Happach, Erich (* 1938), deutscher Konteradmiral der Deutschen Marine
- Happach-Kasan, Christel (* 1950), deutsche Politikerin (FDP), MdL, MdB
- Happacher, Esther (* 1965), italienische Juristin
- Happart, Gilbertus, Missionar der Niederländisch-reformierten Kirche
- Happart, José (* 1947), belgischer Politiker, MdEP
- Happe, Dirk (* 1966), deutscher Basketballspieler
- Happe, Franz Wilhelm von (1687–1760), preußischer Geheimer Etats- und Kriegsrat, Staatsminister
- Happe, Heinrich (1886–1970), deutscher Politiker des Zentrums
- Happe, Heinrich (1894–1979), deutscher Landwirt und Politiker (SPD), MdB
- Happe, Johannes Anton (1799–1854), Landtagsabgeordneter Waldeck
- Happe, Jürgen (* 1952), deutscher Gitarrist
- Happe, Ludwig Wilhelm von (1716–1791), preußischer Kriegs- und Domänenrat
- Happe, Manuela (* 1956), deutsche Terroristin der Rote Armee Fraktion
- Happe, Markus (* 1972), deutscher Fußballspieler
- Happe, Martin (* 1945), deutscher katholischer Ordensgeistlicher und Bischof von Nouakchott in Mauretanien
- Happe, Thomas (* 1958), deutscher Handballspieler
- Happe, Ursula (1926–2021), deutsche Schwimmerin
- Happel, Carl (1819–1914), deutscher Porträt-, Genre- und Landschaftsmaler sowie Illustrator
- Happel, Dieter (1953–2012), deutscher Mathematiker
- Happel, Eberhard Werner (1647–1690), deutscher Romanautor
- Happel, Ernst (1925–1992), österreichischer Fußballspieler und -trainerErnst Happel (1925–1992)

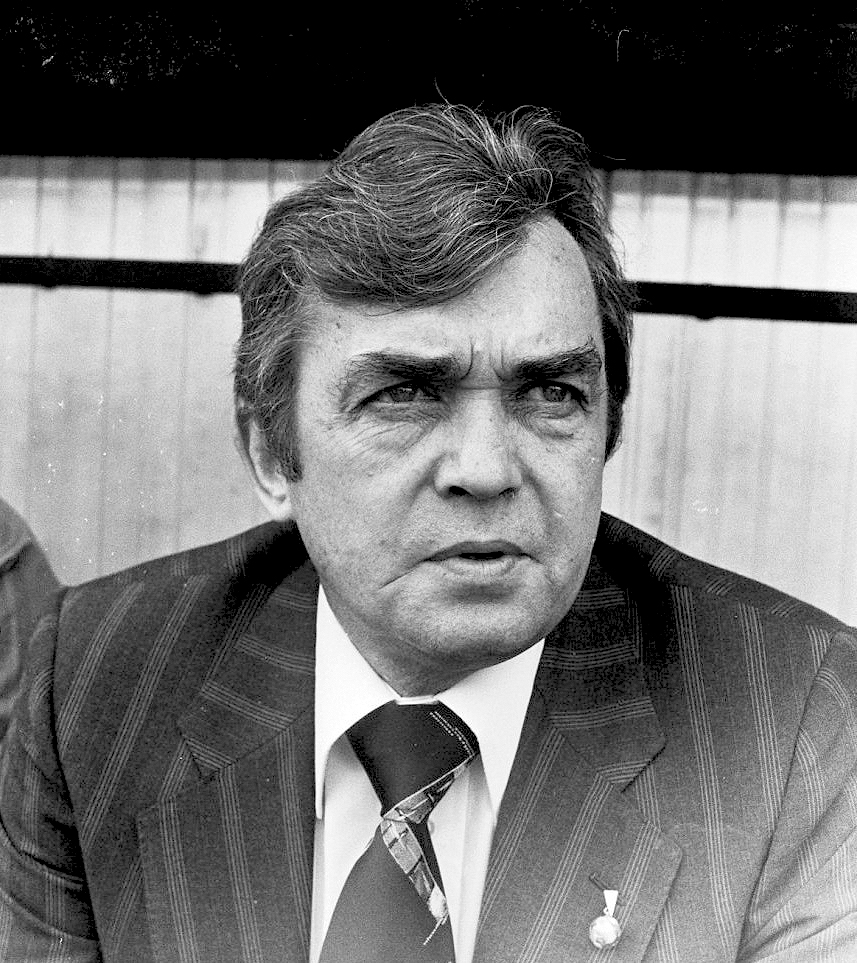
Ernst Happel (1925–1992)

- Happel, Friedrich (1825–1854), deutscher Maler
- Happel, Hans-Gerd (* 1959), deutscher Bibliothekar
- Happel, Jörn (* 1978), deutscher Historiker und Hochschullehrer
- Happel, Lioba (* 1957), deutsche Schriftstellerin und Lyrikerin
- Happel, Maria (* 1962), deutsche Schauspielerin und Regisseurin
- Happel, Nicola (* 1992), deutsche Basketballspielerin
- Happel, Otto (1866–1932), römisch-katholischer Theologe und Hochschulprofessor in Passau
- Happel, Otto (* 1948), deutscher Unternehmer
- Happel, Peter Heinrich (1813–1854), deutscher Maler
- Happel, Wigand (1522–1572), deutscher Rechtswissenschaftler, Hebraist und Hochschullehrer
- Happel, Wilfried (* 1965), deutscher Schriftsteller und Theaterregisseur
- Happel, Wilhelm (1817–1899), deutscher Kaufmann und Ehrenbürger der Stadt Heilbronn
- Happen, Freunnd, Angeklagter während der Hexenverfolgungen in Rüthen
- Happer, Andrew P. (1818–1894), amerikanischer Missionar in China
- Happer, William (* 1939), US-amerikanischer PhysikerWilliam Happer (* 1939)

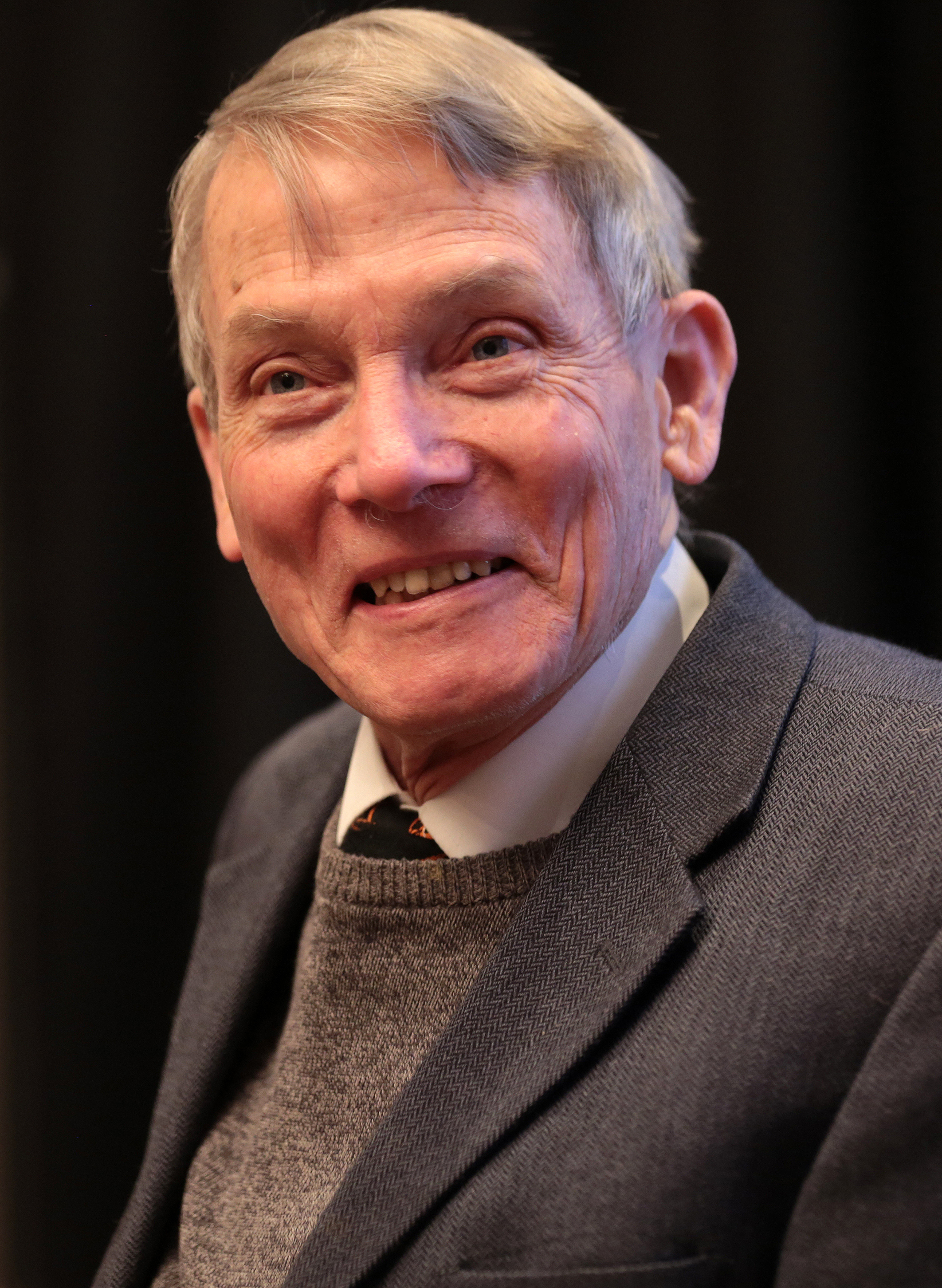
William Happer (* 1939)

- Happernagl, Franz (* 1929), deutscher Sprinter
- Happersberger, Klaus (1926–2002), deutscher Politiker (SPD), MdHB
- Happi, Christian (* 1968), kamerunischer Wissenschaftler
- Happich, Anica (* 1989), deutsche Theater- und Fernseh-Schauspielerin
- Happich, Carl (1878–1947), deutscher Meditationslehrer und -therapeut, Freimaurer, Gynäkologe und Dirigierender Arzt des Elisabethenstiftes in Darmstadt
- Happich, Friedrich (1883–1951), deutscher evangelischer Pfarrer
- Happich, Gudrun (* 1965), deutsche Autorin und Führungskräfte-Coach
- Happich, Günther (1952–1995), österreichischer Fußballspieler
- Happich, Ludwig (* 1858), deutscher Reichsgerichtsrat
- Happio, Wilfried (* 1998), französischer Hürdenläufer
- Happle, Rudolf (* 1938), deutscher Arzt und Limerickautor
- Happle, Wolfgang (* 1940), deutscher Skispringer und Skisprungfunktionär
- Happold, August (1846–1922), Fabrikant von Lacken und Firnissen sowie Schulgründer und Philanthrop
- Happold, David (* 1936), britisch-australischer Mammaloge
- Happold, Edmund (1930–1996), britischer Bauingenieur
- Happold, Meredith (* 1945), australische Mammalogin
- Happonen, Herman (* 2004), finnischer nordischer Kombinierer
- Happonen, Janne (* 1984), finnischer Skispringer
- Happonen, Olli (* 1976), finnischer Skispringer und Musiker
- Happs, Roland (1909–2004), englischer Fußballspieler
- Happy, Heidi (* 1980), Schweizer PopmusikerinHeidi Happy (* 1980)

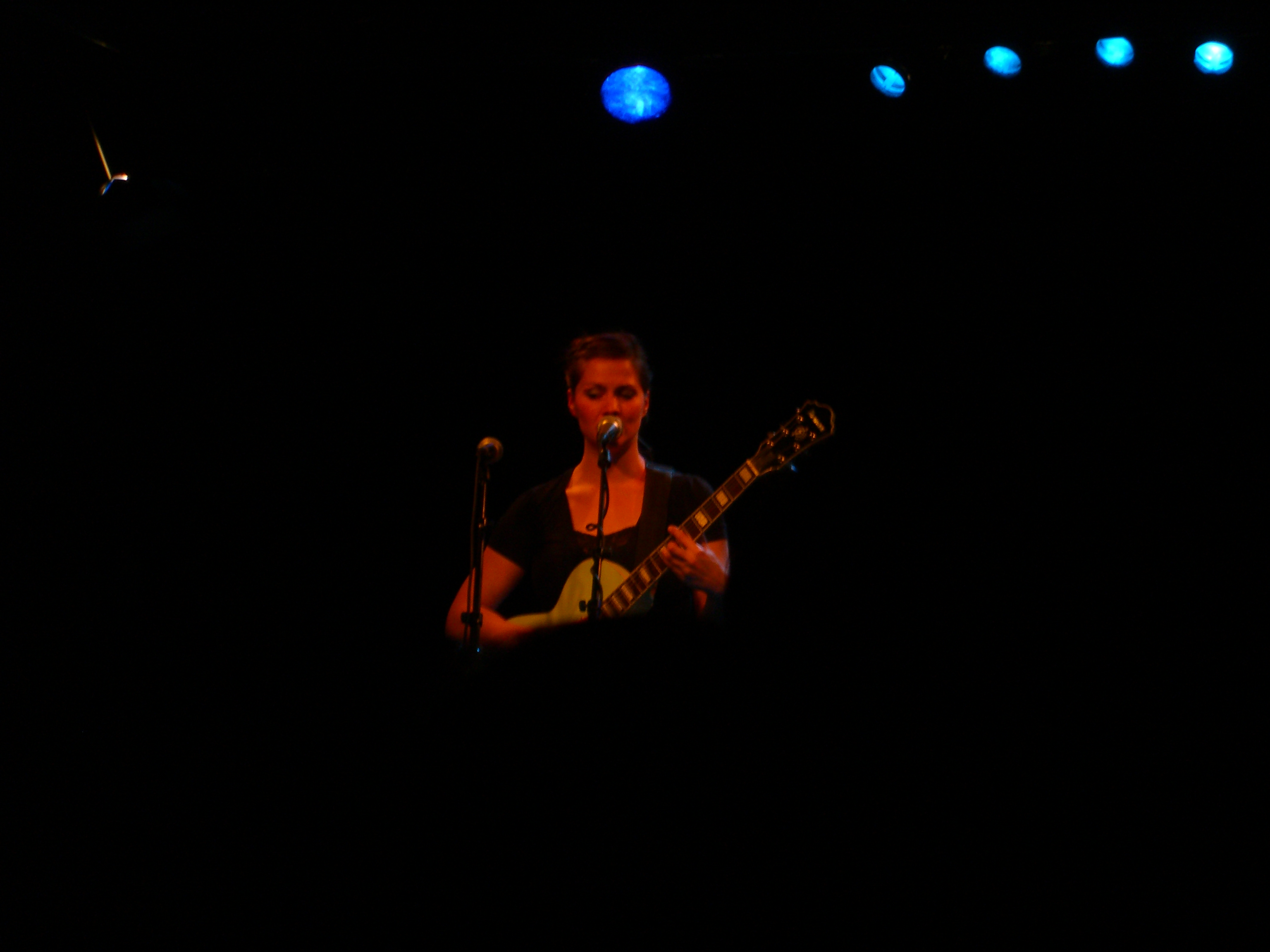
Heidi Happy (* 1980)

### Haps
- Haps, Erik (1909–1934), belgischer Motorradrennfahrer
- Haps, Marie (1879–1939), belgische Schulgründerin und -leiterin

### Hapt
- Haptas, John, US-amerikanischer Tonmeister, Filmeditor, Filmregisseur, Filmproduzent, Drehbuchautor, Kameramann und Redakteur
- Haptonstall, Mark, US-amerikanischer Schauspieler
- Haptschynska, Jewhenija (* 1974), ukrainische Malerin und Kinderbuchillustratorin

### Hapu
- Hapun, Vasile (* 1996), rumänischer Squashspieler
- Hapuseneb, Hohepriester des Amun, Wesir